# Stabburtjärnen, Lappland
Stabburtjärnen är en sjö i Lycksele kommun i Lappland och ingår i Umeälvens huvudavrinningsområde.